# Diphyus raptorius
Diphyus raptorius är en stekelart som först beskrevs av Carl von Linné 1758.  Diphyus raptorius ingår i släktet Diphyus och familjen brokparasitsteklar. Arten är reproducerande i Sverige. Utöver nominatformen finns också underarten D. r. rufatorius.